# Nova Dofinivka, Odesa
Nova Dofinivka (în ucraineană Нова Дофінівка) este un sat în comunei Fontanka din raionul Odesa, regiunea Odesa, Ucraina.

## Demografie
Componența lingvistică a localității Nova Dofinivka
     Ucraineană (73,14%)
     Rusă (25,82%)
     Alte limbi (0,81%)
Conform recensământului din 2001, majoritatea populației localității Nova Dofinivka era vorbitoare de ucraineană (73,14%), existând în minoritate și vorbitori de rusă (25,82%).